# Pierre Desfontaines
Abbé (ksiądz) Pierre François Guyot-Desfontaines (ur. 29 czerwca 1685 w Rouen, zm. 16 grudnia 1745 w Paryżu) – jezuita, historyk i dziennikarz. Kojarzony przede wszystkim ze swej polemiki prowadzonej z Wolterem. 

## Życiorys
Uczył retoryki w Bourges. W roku 1715 poświęcił się wyłącznie pracy pisarskiej. W roku 1724 podjął współpracę z Journal des Savants. Wspomagany przez takich autorów jak Élie Fréron, Granet i Abbé Destrées opublikował periodyki dotyczące krytyki literackiej; Le Nouvelliste du Parnasse („pisarz z Parnasu” - 1731-1734, 5 tomów) i Observations sur les écrits modernes („Obserwacje nt. pisarstwa współczesnego”) (od roku 1735, 34 tomy).

## Polemiki z Wolterem
Desfontaines jest dziś pamiętany ze swych kłótni literackich z Voltaire'm, który zaatakował go pamfletem pt: Le Préservatif, ou critique des Observations sur les écrits modernes („Prezerwatywa lub Obserwacje nt. pisarstwa współczesnego”). Desfontaines odpowiedział krótką a celną satyrą: La Voltairomanie („Wolteromania” - 1738). Voltaire’a złościły surowe i nieprzychylne recenzje jego sztuk teatralnych. Oba ataki miały charakter osobistych przytyków dotyczących życia obu pisarzy i związanych z nimi plotek (domniemywana sodomia, której miał dopuszczać się Desfontaines i skandale towarzyskie związane z Voltairem). Docinki tego rodzaju trwały jeszcze kilka lat. W wojnie na epigramy wspierał Voltaire’a jego ówczesny stronnik Alexis Piron.

## Publikacje
- Apologie du caractère des Anglois et des François [Apologia charakteru Francuzów i Anglików], 1725
- Dictionnaire néologique à l’usage des beaux esprits du siècle, 1726
- Lettres d’un rat calotin à Citron Barbet; Relation de ce qui s’est passé au sujet de l’illustre Mathanasius à l’Académie françoise, 1727
- tłumaczenie z angielskiego: Podróże Guliwera Jonatana Swifta, 1727
- Entretiens sur les Voyages de Cyrus, [Opowiesci o podróżach Cyrusa] 1728
- Nouvelle Histoire de France par demandes et par réponses [Nowa historia Francji w pytaniach i odpowiedziach], 1730
- Le Nouveau Gulliver, [The New Gulliver] 1730
- Nouvelle Histoire de France, [Nowa historia Francji] 1730
- La Voltairomanie, 1738
- Racine vengé, ou examen des remarques de l'abbé d’Olivet sur les œuvres de Racine, [Racine pomszczony, lub uwagi o pismach abbé Oliveta on o dziełach Racine’a] 1739. E-text. (fr.).
- Traduction en prose des poèmes de Virgile [tłumaczenie prozą poematów Wergiliusza], 1743
- Lettre d’un comédien françois au sujet de l’Histoire du théâtre italien